# Karl Otto Schwatlo

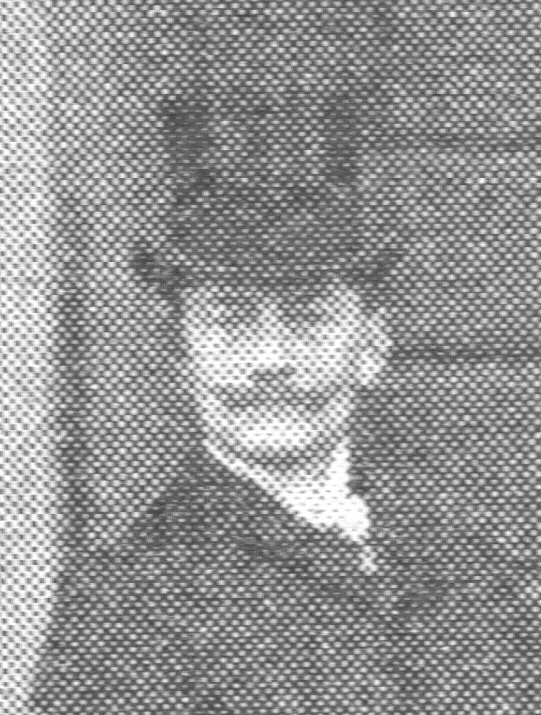
Karl Otto Schwatlo, 1906

Karl Otto Schwatlo (* 21. Mai 1867 in Berlin; † 15. Dezember 1954 in Eisleben) war ein deutscher Architekt und Baubeamter.

## Leben
Karl Otto Schwatlo war ein Sohn des Berliner Architekten Carl Schwatlo. Er studierte Hochbau an der Technischen Hochschule Charlottenburg und wurde 1896 nach dem bestandenen 2. Staatsexamen zum Regierungsbaumeister (Assessor in der öffentlichen Bauverwaltung) ernannt. Nach einer ersten Anstellung bei der Bezirksregierung in Bromberg wechselte er zur Reichspostverwaltung und errichtete 1897 das Postgebäude in Crossen. Im August 1898 zog er mit seiner Ehefrau Gertrud nach Frankfurt (Oder) und nahm dort die Stelle des Stadtbauinspektors ein. Nach dem Tod seines Vorgängers Heinrich Malcomeß (1836–1900) wurde Schwatlo im Juni 1900 zum Frankfurter Stadtbaurat ernannt. Zu Beginn des Ersten Weltkriegs wurde er als Reserveoffizier eingezogen und kommandierte bis zu seiner Demobilisierung im Juni 1916 ein Bataillon. Im Januar 1922 schied Schwatlo aus dem Magistrat aus. Er arbeitete dann als Bausachverständiger und Bauschätzer für das Landgericht Frankfurt und als Hauptvertreter größerer Versicherungsunternehmen. Anfang 1945 flüchtete Schwatlo mit seiner Frau zu dem Sohn Gerhard, der später nach Nürnberg weiterzog, während die Eltern in Eisleben ihren Alterssitz fanden.

## Bauten in Frankfurt (Oder)
- 1901: Krankenhaus, heute Stadthaus
- 1905: Marienbad II, Dresdener Straße
- 1905: Promenadengärtnerhaus
- 1906: Lutherschule, heute Friedensschule
- 1907: Pumpstation Klingestraße
- 1911: Realgymnasium, heute Karl-Liebknecht-Gymnasium
- 1913: Marienbad III, Dammvorstadt

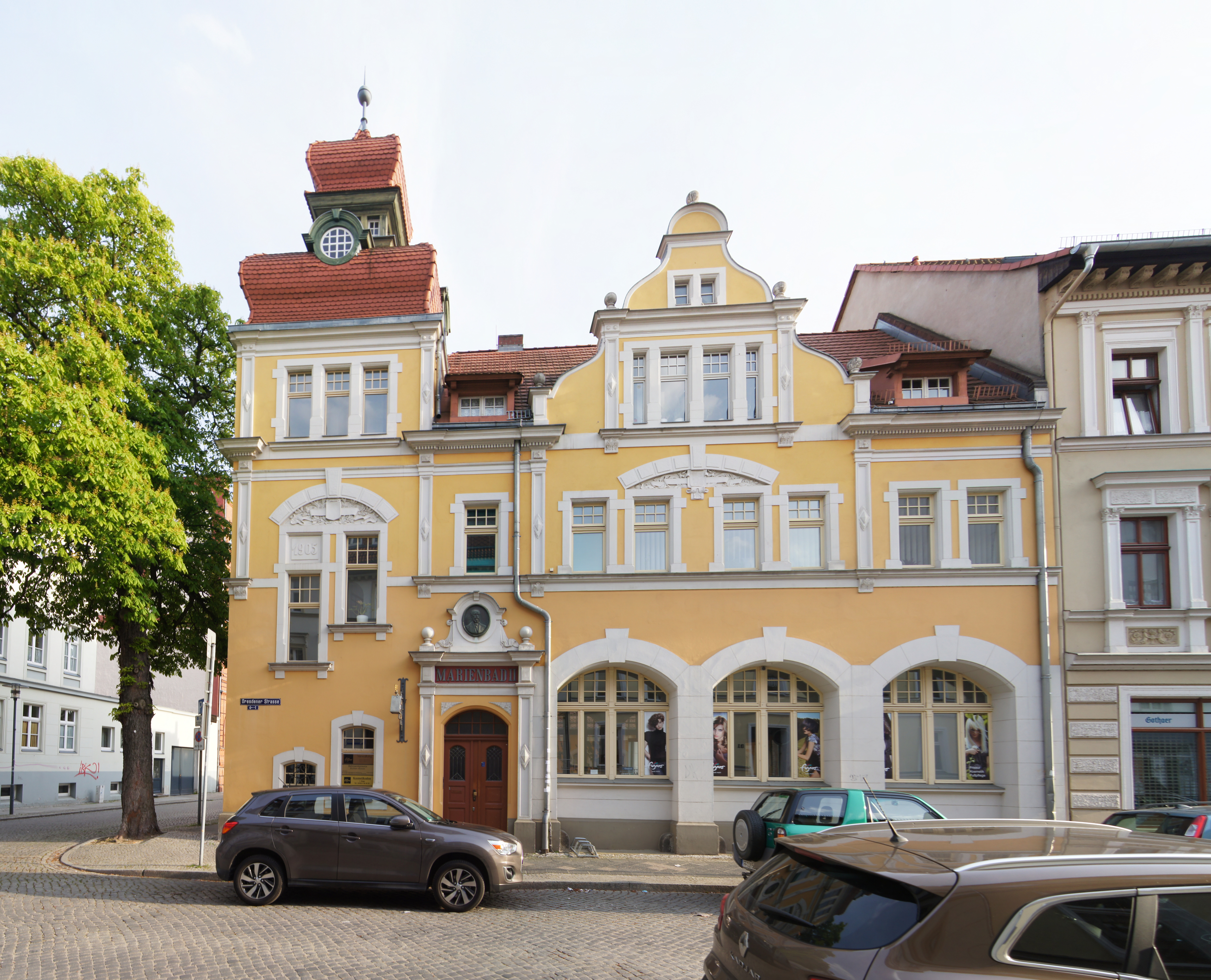
Marienbad II
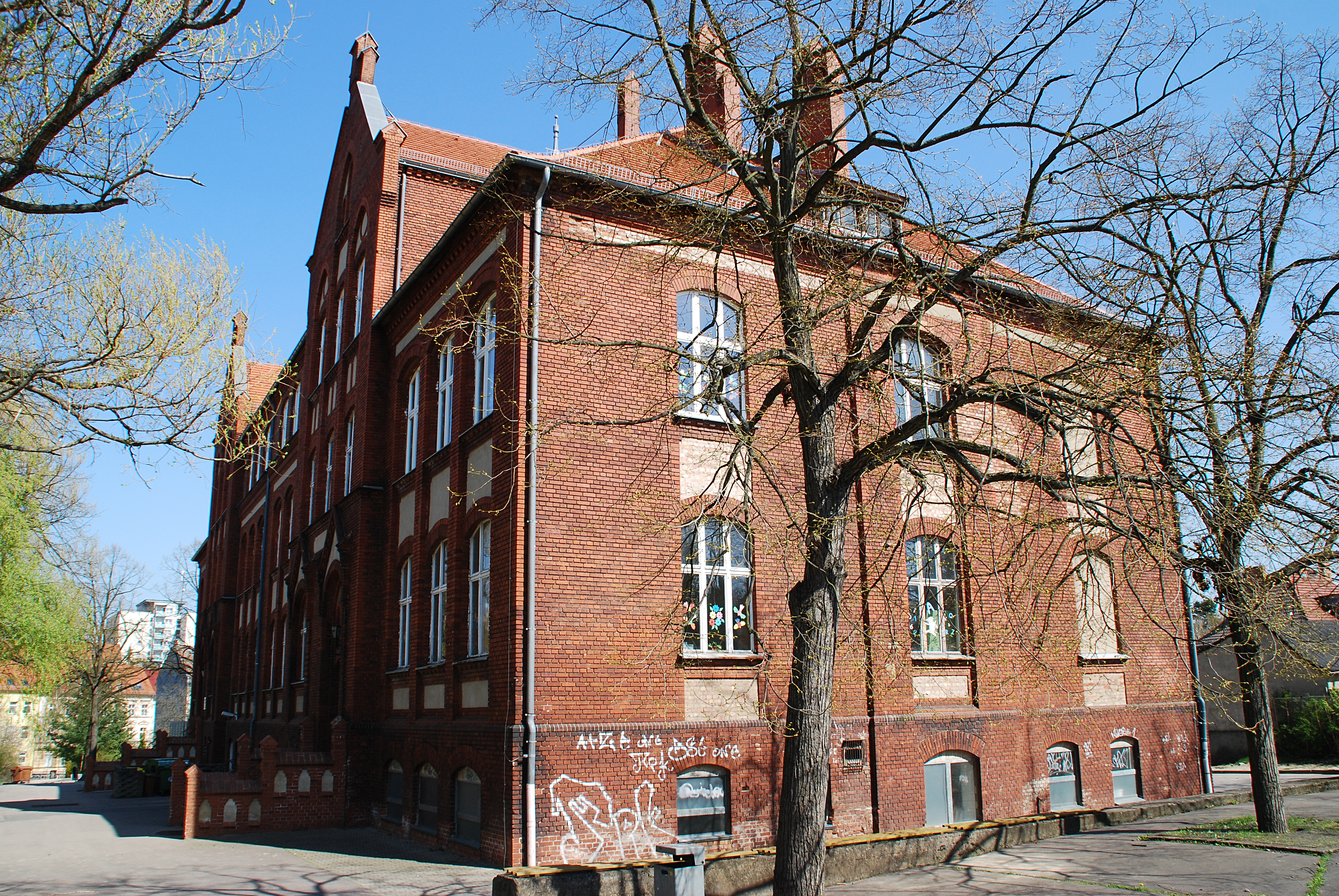
Lutherschule
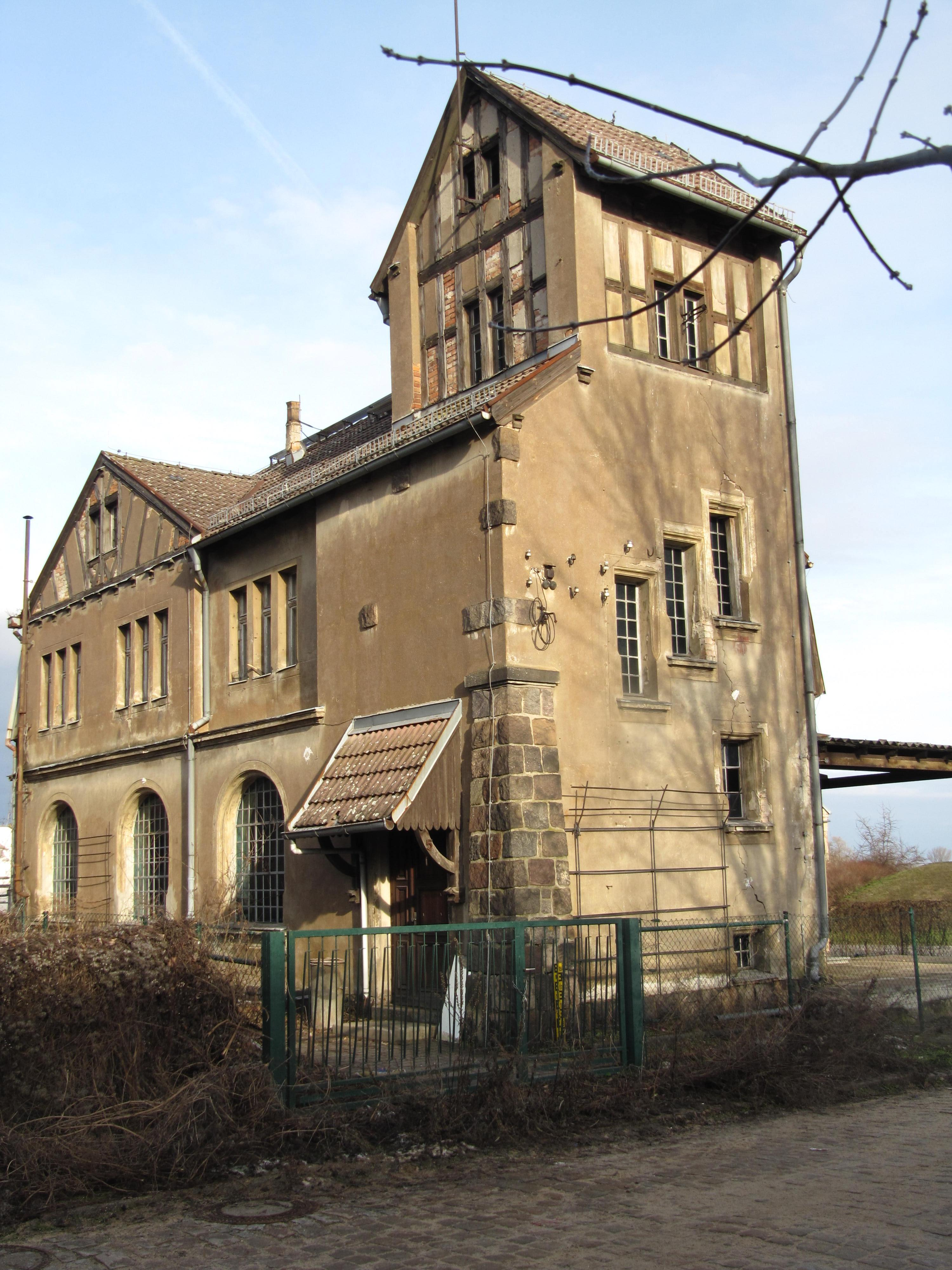
Pumpstation
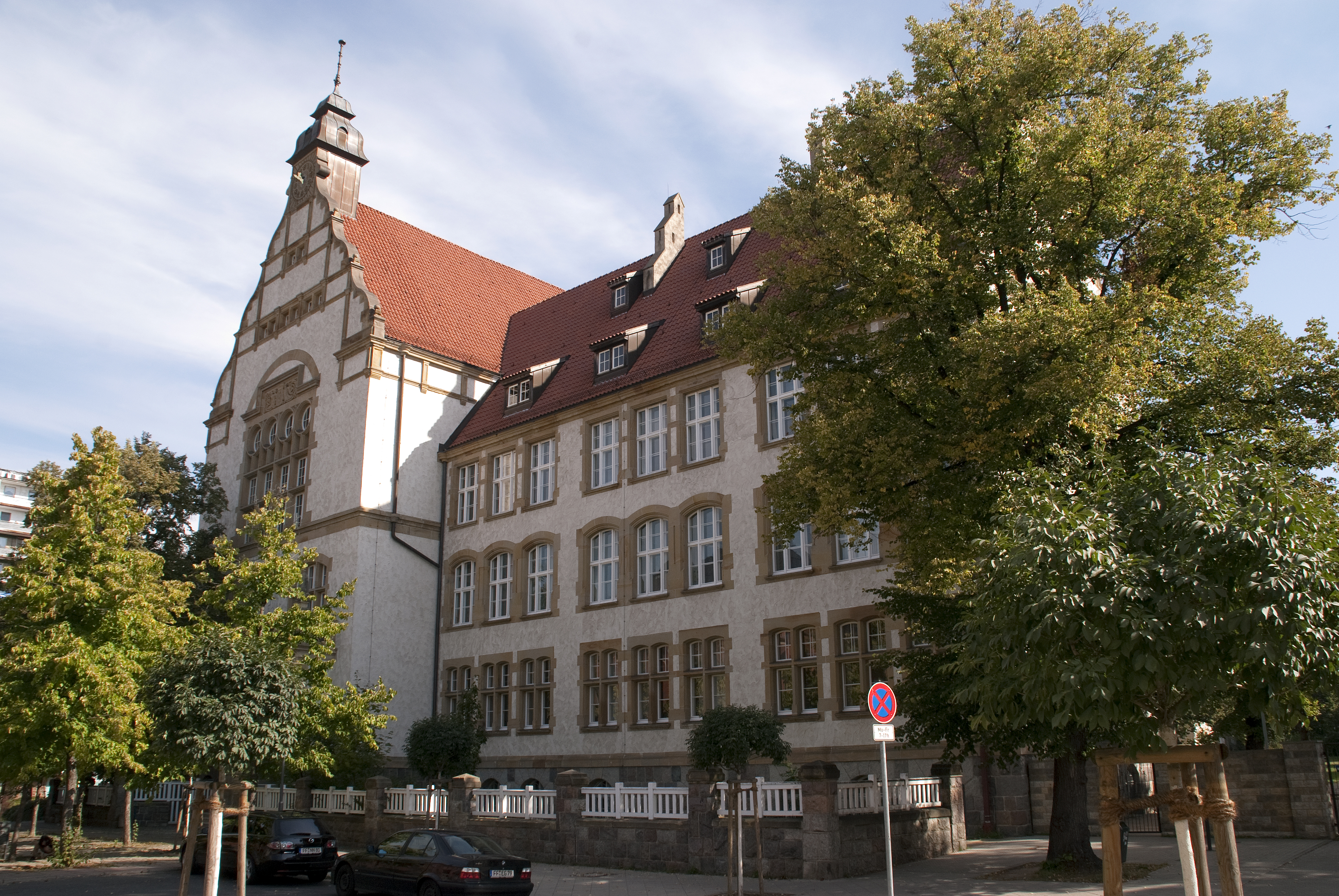
Realgymnasium